# 常総市立三妻小学校
常総市立三妻小学校（じょうそうしりつみつましょうがっこう）は、茨城県常総市水海道中妻町にある公立小学校。

## 概要

### 教育目標
『自ら考え、行動できるたくましい三妻っ子の育成を図る』

## 沿革

### 略歴
1887年（明治20年）に結城郡三妻尋常小学校として開校し、水海道市立三妻小学校を経て、現在の状態になった。

## 学区
学区は以下の通りである。
中妻町、三坂町地区

## 交通アクセス
- 関東鉄道常総線三妻駅下車、徒歩約10分